# Drôles de chansons
Albums de Gérard Lenorman
Gérard Lenorman
(1975) Au-delà des rêves
(1977)
Singles
1. Michèle
Sortie : février 1976
2. Gentil dauphin triste
Sortie : juillet 1976
3. Voici les clés
Sortie : novembre 1976
4. Sous d'autres latitudes
Sortie : juin 1977

Drôles de chansons est le sixième album studio du chanteur français Gérard Lenorman, sorti en 1976 chez CBS Disques. 
L'album est certifié disque d'or en France par le Syndicat national de l'édition phonographique et audiovisuelle pour plus de 100 000 exemplaires écoulés. En 1997, Drôles de chansons est réédité en CD par le label Versailles.

## Singles
Plusieurs chansons de l'album sont extraites en 45 tours et rencontrent le succès, dont Michèle, Gentil dauphin triste et Voici les clés, cette dernière est numéro un aux hit-parades en France et en Belgique francophone,. Le dernier single de l'album, Sous d'autres latitudes, rencontre un succès plus modeste. La chanson S'il vous plaît les nuages sort en 45 tours au Japon uniquement avec en face B La Ballade des gens heureux.

## Liste des titres
| 1. | Comme une chanson bizarre  | Nicolas Peyrac, Gérard Lenorman            | 5:45 |
| 2. | S'il vous plaît des nuages | Jean Virginie Vérigneaux, Philippe Lhommet | 3:52 |
| 3. | Les Cathédrales            | Didier Barbelivien, Gérard Stern           | 3:58 |
| 4. | Le Temps                   | Barbelivien, Stern                         | 3:00 |
| 5. | Gentil dauphin triste      | Lenorman, Pierre Delanoë                   | 3:45 |

| 6.  | Voici les clés          | Delanoë, Toto Cutugno, Vito Pallavicini | 3:45 |
| 7.  | Invitation à la mort    | Barbelivien, Lenorman                   | 5:10 |
| 8.  | Sous d'autres latitudes | Philippe Lavil                          | 3:00 |
| 9.  | Michèle                 | Barbelivien, Michel Cywie               | 3:08 |
| 10. | Et puis lentement       | Daniel Seff, Richard Seff               | 3:08 |
| 11. | Drôle de chanson        | Barbelivien                             | 1:35 |

## Crédits
- Gérard Lenorman – chant
- Benoît Kaufman – arrangements, direction d'orchestre (5)
- Guy Mattéoni – arrangements, direction d'orchestre (tracks: 1-4, 6-11)
- Bernard Estardy – ingénieur du son
- Jean-Jacques Souplet – réalisation artistique
- Roth + Sauter – illustration (pochette recto)
- Maxime Rebière – illustration (pochette intérieure)
- Alain Marouani – photographie

Crédits adaptés du livret de l'album.

## Classements et certifications

### Classements
| Classement (1976–77)          | Meilleure position |
| ----------------------------- | ------------------ |
| France (SNEP)                 | 1                  |
| France (GIEEPA)               | 3                  |
| Pays-Bas (Mega Album Top 100) | 16                 |

### Certifications
| Région                         | Certification | Ventes/Streams |
| ------------------------------ | ------------- | -------------- |
| France (SNEP)                  | Or            | 100 000*       |
| *Ventes selon la certification |               |                |